# Plateau de Ménashé
Le plateau de Ménashé (רמת מנשה) est une région montagneuse située au sud-est du mont Carmel et au nord-ouest de la ville de Umm al-Fahm en Israël.
Son altitude moyenne est de 250 mètres, avec un point culminant s'élevant à 400 mètres.
Dans la Bible, le plateau de Ménashé est mentionné sous son appellation « Montagnes d'Efraïm ».
Les précipitations moyennes et annuelles du lieu sont de 600 mm. La moyenne des températures est de 18 degrés.
La flore n'y est pas particulièrement riche. On y trouve cependant la pimprenelle épineuse et le chêne. Le KKL a depuis planté de nombreuses forêts dans la région.
Trois cours d'eau provenant du plateau de Ménashé se jettent directement dans la Méditerranée ; Dalia, Hatninim et Iron.
À cause de sa position géographique, le plateau de Ménashé devient une région charnière qui verra le passage successif du pharaon Thoutmôsis III en 1468 av. J.-C., de Saladin lorsqu'il vient de Yokneam et part affronter les Croisés sur la plaine côtière, de Napoléon 1er en 1799 sur la route reliant Jaffa et Akko, du zoologue Israël Aharoni et de nombreux voyageurs du XIXe siècle.
La plaine de Ménashé, connue sous le nom de Ramot Ménashé, a été reconnue au titre de réserve de biosphère par l'Unesco en 2011.